# Stefano Consiglio
Stefano Consiglio (Roma, 6 aprile 1955) è un regista e documentarista italiano.

## Biografia
- 1980 - si laurea in Estetica a Roma con Emilio Garroni con una tesi su Muriel, il tempo di un ritorno di Alain Resnais.
- 1982 - è tra gli ideatori e curatori di Ladri di cinema: una serie di incontri con alcuni cineasti tra cui Wim Wenders, Otar Ioseliani, Elia Kazan, Bernardo Bertolucci, Michael Cimino, Marco Bellocchio, Andrej Tarkovskij, Ermanno Olmi, invitati a raccontare davanti al pubblico i "furti" che avevano perpetrato rispetto a film, autori, generi o tendenze della storia del cinema.[1]
- 1983 - pubblica presso la Ubulibri La bottega della Luce: una serie di interviste, realizzate insieme a Fabrizio Ferzetti, con vari direttori della fotografia, tra i quali Vittorio Storaro, Tonino Delli Colli, Giuseppe Rotunno, Giuseppe Lanci, Armando Nannuzzi.[1]

Nel corso di questi stessi anni collabora come aiuto regista con Giuseppe Bertolucci, Roberto Benigni, Giulio Questi e in una serie di film pubblicitari. Inoltre ha realizzato sui set di Sergio Leone, Ettore Scola, Richard Donner, andati in onda su Rai 3.
- 1990 - ha scritto e diretto per Rai 2 un cortometraggio di 30 minuti, Stefania Sandrelli Story. Ha diretto per Rai 2 tre cortometraggi scritti da Lidia Ravera dal titolo: Lampi d'amore (Storie di donne che amano troppo). Insieme e Lidia Ravera realizza per la trasmissione Mixer Una prostituta allo specchio.
- 1991 per Mixer ha realizzato in particolare due documentari da Mosca: Via Arbat, una strada verso l’Europa e Mosca, crimini e misfatti.
- 1991-1992 dirige insieme a Francesco Dal Bosco La camera da letto (prodotto da Pietro Ricciardelli per The Film Company) versione filmata di nove ore circa dell'omonimo poema di Attilio Bertolucci, che ne è l'interprete, proiettata alla 49ª Mostra internazionale d'arte cinematografica di Venezia nel 1992. Il film è andato in onda su Rai 3.
- 1993-1996 - collabora come sceneggiatore ad alcuni progetti per la televisione.
- 1997 - realizza per Rai 2 un docufilm di 50 minuti dal titolo Le strade di Princesa, il transessuale brasiliano detenuto nel carcere di Rebibbia, che ha ispirato l'omonima canzone di Fabrizio De André. Presentato alla Mostra Internazionale d'Arte Cinematografica di Venezia[2] e all’AlpeAdriaCinema di Trieste.
- 1999-2000 - collabora ripetutamente con Rai SAT ART per cui dirige una serie di documentari sul mondo dell’arte e ritratti di artisti come Emilio Tadini e Luigi Ontani.
- 2002 - realizza per RaiSAT Album, in collaborazione con Padre Virgilio Fantuzzi, un documentario ispirato ai fatti dell’11 settembre dal titolo Il nostro futuro.
- 2003 - realizza L'uomo flessibile ,50 minuti (prodotto da Angelo Barbagallo per BiBi film) un film-documentario sulle ansie, le paure, le crisi d'identità legate alla flessibilità del lavoro, con la partecipazione straordinaria di Antonio Albanese. Il film è andato in onda su TELE + e su Rai 3. Ha partecipato al 21° Torino Film Festival[3], dove vince il Premio Cipputi[3] e al festival Annecy cinéma italien, 2003.
- 2004 -  dirige “Appunti per un film sulla lotta di Melfi”, 50 minuti, presentato al TorinoFilmFestival 2004.
- 2006 - dirige il docu-film Il futuro - Comizi infantili, 67 minuti (prodotto da Angelo Barbagallo per BiBi Film) trasmesso da Rai 3.Racconta l’immaginario infantile attraverso i racconti di bambini tra i dieci e i tredici anni in giro per l’Italia, da Stromboli a Torino, passando per Catania, Palermo, la Basilicata, Pescara, Roma, Ravenna, Parma.
- 2007 - dirige il film-intervista Il cinema digitale secondo Giulio Quest (prodotto da Angelo Draicchio per Ripley’s Film) presentato alle Giornate degli Autori - Venice Days della Mostra Internazionale d'Arte Cinematografica,
- 2009 dirige il docufilm L'amore e basta, 75 minuti (prodotto da Angelo Barbagallo per BiBi Film e Andrea Occhipinti per Lucky Red) con l'amichevole partecipazione di Luca Zingaretti e distribuito nelle sale italiane dalla Lucky Red. Presentato alle Giornate degli Autori - Venice Days del Festival di Venezia, al Bari International Film & TV Festival 2010, al Göteborg International Film Festival 2010, al DMZ Korean International Documentary Festival 2010. Andato in onda su La7.
- 2012 - dirige, insieme a Francesco Dal Bosco, il film documentario Il centro, 70 minuti circa, girato in un centro commerciale alle porte di Roma. È una sorta di ritratto dell’Italia di oggi visto da uno dei loghi più emblematici del presente. Trasmesso su Rai3.
- 2014 - dirige film L'amore non perdona, 90 minuti (coproduzione italo-francese realizzata da Angelo Barbagallo per BiBi Film e Fabio Conversi per Babe Films) con Ariane Ascaride, Helmi Dridi, Francesca Inaudi e Claudio Bigagli, . il film è uscito in Francia l’11 Marzo 2015 distribuito da Bellissima Films e in Italia il 9 aprile 2015 distribuito dalla Parthenos. Presentato al festival Annecy cinéma italien, ha partecipato inoltre al Festival del Cinema Italiano di Ajaccio 2014, al Festival du Film Italien de Villerupt 2014 e al ICFF Italian Contemporary Film Festival 2015.
- 2016 - realizza Paradiso[4], 70 minuti, interamente girato a Piazza San Pietro. Racconta cosa pensano le persone della loro vita, che cosa le rende felici, che cosa le spaventa, se credono in Dio. Se sperano in una vita migliore qui in terra, se immaginano che ci sarà una vita dopo questa che stiamo vivendo. Parla di un Papa, Francesco, che sta suscitando grande entusiasmo anche tra i non credenti. È andato in onda su Rai 1.
- 2017 - Evviva Giuseppe, 90 minuti, con Giuseppe Bertolucci, Bernardo Bertolucci, Roberto Benigni, Fabrizio Gifuni, Lidia Ravera, Marco Tullio Giordana, Nanni Moretti, Laura Morante, Stefania Sandrelli, Sonia Bergamasco. Distribuito da Cineteca di Bologna, presentato alla 74ª Mostra internazionale d'arte cinematografica di Venezia[5] e al 35° Annecy cinéma italien[6]. È entrato nella cinquina dei David di Donatello 2018.
- 2019 - Mi chiamo Altan e faccio vignette, 75 minuti, con Francesco Tullio Altan, Stefania Sandrelli, Angela Finocchiaro, Paolo Rossi, Stefano Disegni, Paolo Rumiz, Michele Serra, Ezio Mauro. Distribuito da Cineteca di Bologna. Presentato al Torino Film Festival 2019.

## Filmografia

### Cortometraggi
- Stefania Sandrelli Story (1990)
- Lampi d'amore (Storie di donne che amano troppo) (1990)
- Una prostituta allo specchio (1990)

### Documentari
- Via Arbat, una strada verso l'Europa (1991)
- Mosca, crimini e misfatti (1991)
- La camera da letto, co-regia con Francesco Dal Bosco (1991)
- Voci per un dizionario cubano (1996)
- Le strade di Princesa (1997)
- Appunti per un mongolo sulla luce (1999)
- Argilla (2000)
- Il nostro futuro, un anno dopo l'11 settembre (2002)
- L'uomo flessibile (2003)
- Appunti per un film sulla lotta di Melfi (2004)
- Il futuro (Comizi d'infanzia) (2006)
- Il cinema digitale secondo Giulio Questi (2007)
- L'amore e basta (2009)
- Il centro (2012)
- Paradiso (2016)
- Evviva Giuseppe (2017)

### Lungometraggi
- L'amore non perdona (2014)